# Ladri di Biciclette (groupe)
Pour les articles homonymes, voir Ladri di biciclette, Le Voleur de bicyclette et Tantra (groupe).
Ladri di Biciclette est un groupe italien de funk et RnB, originaire de Carpi, principalement populaire entre la fin des années 1980 et le début des années 1990.

## Histoire
Le groupe, inspiré par The Blues Brothers, est formé en 1984 à Carpi par des étudiants du Conservatoire de Vérone. Il tient ses premiers concerts en 1986 et à partir de 1987, commence à produire des chansons originales, composées par les membres du groupe, Paolo Belli et Enrico Prandi,. En 1989, le groupe est sous contrat avec EMI, et participe au concours des « nouveaux arrivants » lors de la 39e édition du festival de Sanremo avec la chanson Ladri di Biciclette. Malgré le mauvais accueil de la presse, la chanson remporte un franc succès, ainsi que le single estival Dr. Jazz and Mr. Funk, qui remporte le prix de la section « nouveaux arrivants »  du Festivalbar, et leur premier album, Ladri di Biciclette, certifié disque d'or et vendu à plus de 150 000 exemplaires,.
En 1990, après une tournée en première partie de Vasco Rossi, le groupe remporte le Festivalbar et culmine dans le hit-parade italien avec la chanson Sotto questo sole, un duo avec l'auteur-compositeur-interprète Francesco Baccini,. En 1991, ils reviennent au festival de Sanremo, cette fois-ci dans la section « grands artistes », avec le morceau Sbatti ben su del be-bop. À la fin de l'année, le chanteur Paolo Belli quitte le groupe pour une carrière solo.
En 1993, le groupe participe à son dernier festival de Sanremo avec Cambiamo Musica, un duo avec Tony Esposito, et est éliminé de la finale. En 1994 sort dernier album, Tre.

## Discographie

### Albums studio
- 1989 : Ladri di Biciclette
- 1991 : Figli di un do minore
- 1994 : Tre